# Orde van de Finse Leeuw
De Orde van de Finse Leeuw (Fins: Suomen Leijonan ritarikunta) is een op 11 september 1942 ingestelde ridderorde. De orde werd ingesteld om de exclusiviteit van de Orde van de Witte Roos te kunnen bewaren. De orde heeft 5 rangen en wordt verleend voor civiele of militaire verdienste. De orde wordt ook "met zwaarden" verleend.
De orden van de Witte Roos en de Finse Leeuw delen een uit een kanselier, vicekanselier en vier leden bestaand kapittel.
De rangen in de Orde van de Finse Leeuw
- De Finse president is de Grootmeester van de orde
- Grootkruis
- Commandeur der Eerste Klasse
- Commandeur
- Officier
- Ridder

Aan de orde verbonden is het
- Kruis van Verdienste van de Orde van de Finse Leeuw

en de
- Pro Finlandia Medaille die in rang op de commandeursgraad volgt.

Het kruis van Verdienste wordt aan burgers en, met zwaarden, aan onderofficieren toegekend.

De medaille is een hoge onderscheiding voor schrijvers en kunstenaars.
De versierselen van de Orde van de Finse Leeuw
Het lint van de orde is donkerrood.

## Gedecoreerden

### Grootkruis
- Risto Ryti (1942)
- Aimo Cajander (1942)
- Oskari Mantere (1942)
- Herbert Backe (1942)
- Georg Ahrens (1942)
- Antti Tulenheimo (1943)
- Karl Fiehler (1943)
- Hartmann Lauterbacher (1943)
- Artur Axmann (1943)
- Alexander von Dörnberg (1943)
- Werner Lorenz (1943)
- Carl Gustaf Emil Mannerheim (1944)
- Ernst von Born (1944)
- Juho Kusti Paasikivi (1946)
- Eliel Saarinen (1946)
- Armas Järnefelt (1949)
- Artturi Ilmari Virtanen (1953)
- Arturo Toscanini (1955)

### Trivia
In 1990 is ter gelegenheid van het staatsbezoek van de Nederlandse Koningin Beatrix aan de Finse Republiek, haar toenmalige Major Domus Peter Beaujean benoemd tot Ridder in de Orde van de Finse Leeuw.